# 强卫东
强卫东（1953年3月—），河北大城人。中国共产党第十八届中央纪律检查委员会委员。
1993年，中央纪委监察部合署办公后，历任中央纪委第四纪检监察室处长、副主任。2003年6月，任中央纪委第一纪检监察室主任。2008年2月，任中央纪委、中央组织部巡视工作办公室主任。2010年，任国务院国有资产监督管理委员会纪委书记。2016年1月，任中央纪委驻国资委纪检组组长。2016年5月，其中央纪委驻国资委纪检组组长职务由中央政策研究室副主任江金权接任。